# Hermann Scheer
Hermann Scheer (29 de abril de 1944 - 14 de outubro de 2010) foi um político alemão social-democrata membro do Bundestag (Parlamento).